# Mario Morra
Pour les articles homonymes, voir Morra (homonymie).
Mario Morra est un réalisateur, scénariste, monteur et producteur de cinéma italien né en 1935 à Rome et mort le 11 octobre 2024 à Castelnuovo di Porto,.

## Biographie
Né à Rome, Mario Morra commence à travailler comme assistant monteur au début des années 1960, et fait ses débuts comme monteur de films en 1964. Il s'impose progressivement comme l'un des plus représentatifs de sa profession, très actif dans les films d'art et d'essai ainsi que dans des œuvres moins ambitieuses. En 1990, il est nommé au prix BAFTA du meilleur montage pour Cinema Paradiso de Giuseppe Tornatore.
Dans les années 1970 et 1980, Morra a également été réalisateur ou scénariste de plusieurs documentaires et films mondo, souvent en collaboration avec Antonio Climati.

## Filmographie

### Réalisateur
- 1975 : Les Derniers Cris de la savane (Ultime grida dalla savana), co-réalisateur avec Antonio Climati
- 1976 : La Savane violente (it) (Savana violenta),  co-réalisateur avec Antonio Climati
- 1976 : Un sorriso, uno schiaffo, un bacio in bocca (it)
- 1978 : Formula uno, febbre della velocità, co-réalisateur avec Ottavio Fabbri et Oscar Orefici
- 1983 : Dolce e selvaggio (it),  co-réalisateur avec Antonio Climati
- 1984 : Dimensione violenza (it)

### Monteur
- 1953 : La Brigade glorieuse (The Glory Brigade) de Robert D. Webb
- 1963 : Cette chienne de vie (Mondo cane 2) de Gualtiero Jacopetti et Franco E. Prosperi
- 1964 : Le Monde sans voiles (it) (Il pelo nel mondo) (documentaire) d'Antonio Margheriti et Marco Vicario
- 1966 : El aventurero de Guaynas de Joaquín Luis Romero Marchent
- 1966 : La Bataille d'Alger (La battaglia di Algeri) de Gillo Pontecorvo
- 1966 : Sept Écossais du Texas (Sette pistole per i MacGregor) de Franco Giraldi
- 1968 : Le Bâtard (I bastardi) de Duccio Tessari
- 1968 : Uno scacco tutto matto de Roberto Fizz
- 1968 : Il professor Matusa e i suoi hippies de Luigi de Maria
- 1968 : L'Enfer avant la mort (Comandamenti per un gangster) d'Alfio Caltabiano
- 1968 : Roses rouges pour le Führer (Rose rosse per il führer) de Fernando Di Leo
- 1968 : Le Cascadeur (Stuntman) de Marcello Baldi
- 1969 : Queimada de Gillo Pontecorvo
- 1969 : L'isola d'Alberto Cima
- 1969 : Pourquoi pas avec toi (Brucia, ragazzo, brucia) de Fernando Di Leo
- 1970 : Les Sorcières du bord du lac (Il delitto del diavolo) de Tonino Cervi
- 1970 : Adieu à Venise (Anonimo veneziano) d'Enrico Maria Salerno
- 1970 : La mort remonte à hier soir (La morte risale a ieri sera) de Duccio Tessari
- 1970 : Contestation générale (Contestazione generale) de Luigi Zampa
- 1970 : Germania 7 donne a testa de Paolo Cavallina et Stanislao Nievo – documentaire
- 1970 : Quella piccola differenza de Duccio Tessari
- 1971 : Je suis vivant ! (La corta notte delle bambole di vetro) d'Aldo Lado
- 1971 : La Tarentule au ventre noir (La tarantola dal ventre nero) de Paolo Cavara
- 1971 : Les Assoiffées du sexe (La casa delle mele mature) de Pino Tosini
- 1971 : Bello, onesto, emigrato Australia sposerebbe compaesana illibata de Luigi Zampa
- 1971 : La Patrouille du ciel (Forza G) de Duccio Tessari
- 1971 : Ma femme est un violon (Il merlo maschio) de Pasquale Festa Campanile
- 1972 : Le Professeur (La prima notte di quiete) de Valerio Zurlini
- 1972 : Il tema di Marco de Massimo Antonelli
- 1972 : La Clinique en folie (Where Does It Hurt?) de Rod Amateau
- 1972 : Una cavalla tutta nuda de Franco Rossetti
- 1972 : Trinita tire et dit amen (Così sia) d'Alfio Caltabiano
- 1972 : Los amigos de Paolo Cavara
- 1973 : Les Grands Fusils (Tony Arzenta) de Duccio Tessari
- 1973 : L'emigrante de Pasquale Festa Campanile
- 1973 : Les Enfants de chœur (Gli eroi) de Duccio Tessari
- 1973 : Chers Parents (Cari genitori) d'Enrico Maria Salerno
- 1973 : Hercule contre Karaté (Ming, ragazzi!) d'Antonio Margheriti
- 1973 : Rugantino de Pasquale Festa Campanile
- 1973 : Pain et Chocolat (Pane e cioccolata) de Franco Brusati
- 1974 : Un parfum d'amour (Virilità) de Paolo Cavara
- 1974 : Les Durs (Uomini duri) de Duccio Tessari
- 1974 : Lucia et les Gouapes (I guappi) de Pasquale Squitieri
- 1974 : La sculacciata de Pasquale Festa Campanile
- 1974 : L'Homme sans mémoire (L'uomo senza memoria) de Duccio Tessari
- 1975 : Les Derniers Cris de la savane (Ultime grida dalla savana) d'Antonio Climati et Mario Morra
- 1975 : Un prete scomodo de Pino Tosini
- 1975 : Le Cogneur (Piedone a Hong Kong) de Steno
- 1975 : El Zorro - La belva del Colorado de René Cardona Jr.
- 1975 : Tireur d'élite (La polizia interviene: ordine di uccidere!) de Giuseppe Rosati
- 1976 : Une fille nommée Apache (Una donna chiamata Apache) de Giorgio Mariuzzo
- 1976 : La Savane violente (it) (Savana violenta) d'Antonio Climati et Mario Morra – documentaire
- 1976 : La madama de Duccio Tessari
- 1976 : L'Ombre d'un tueur (Con la rabbia agli occhi) d'Antonio Margheriti
- 1977 : Cara sposa de Pasquale Festa Campanile
- 1978 : Piedone l'africano de Steno
- 1979 : Tesoro mio de Giulio Paradisi
- 1979 : Opération Ogre (Ogro) de Gillo Pontecorvo
- 1979 : L'Humanoïde (L'umanoide) d'Aldo Lado
- 1979 : Banana Republic d'Ottavio Fabbri - documentaire
- 1979 : La vie est belle (Жизнь прекрасна) de Grigori Tchoukhraï
- 1979 : Anita la vicieuse (Dedicato al mare Egeo) de Masuo Ikeda
- 1980 : Pied plat sur le Nil (Piedone d'Egitto) de Steno
- 1982 : Les Cloches rouges (Мексика в огне) de Sergueï Bondartchouk
- 1982 : Roma dalla finestra de Masuo Ikeda
- 1983 : Dolce e selvaggio (it) d'Antonio Climati et Mario Morra
- 1983 : Turbo Time d'Antonio Climati
- 1984 : Les Bêtes féroces attaquent (Wild Beasts - Belve feroci) de Franco Prosperi
- 1984 : Dimensione violenza (it) de Mario Morra
- 1985 : Amazonia : La Jungle blanche (Inferno in diretta) de Ruggero Deodato
- 1986 : Le Maître de la camorra (Il camorrista) de Giuseppe Tornatore
- 1988 : Cinema Paradiso (Nuovo Cinema Paradiso) de Giuseppe Tornatore
- 1988 : Se lo scopre Gargiulo d'Elvio Porta
- 1990 : Ils vont tous bien ! (Stanno tutti bene) de Giuseppe Tornatore
- 1990 : Au bonheur des chiens (C'era un castello con 40 cani) de Duccio Tessari
- 1990 : Arrivederci Roma (court-métrage) de Clive Donner
- 1992 : La Loi du désert (Beyond Justice) de Duccio Tessari